# Volta a Catalunya de 1944
La Volta a Catalunya de 1944 fou la vint-i-quatrena edició de la Volta a Catalunya. La prova es disputà en 9 etapes entre el 27 d'agost i el 3 de setembre de 1944, amb un total de 1.081 km. El vencedor final fou el català Miquel Casas, per davant de Dalmacio Langarica, i Vicente Miró.
Començava la cursa sense un favorit clar. Aquesta edició va estar marcadar pels problemes mecànics que van tenir els ciclistes favorits així també com el gran nombre de corredors que van liderar la cursa. La 4a etapa va estar dividida en 2 sectors, un dels quals era una prova de contrarellotge individual entre Sitges i Cambrils.
A diferència de l'any anterior, va participar-hi un equip estranger. Va ser el Sporting de Portugal. A la resta d'Europa es notava que hi havia una guerra.
La cursa es va decidir a la vuitena etapa, quan Miquel Casas va atacar a la pujada del Collsacreu i Dalmacio Langarica va tenir problemes amb la bicicleta.

## Etapes
| Etapa | Data          | Recorregut              | km    | Guanyador                    | Líder                        |
| ----- | ------------- | ----------------------- | ----- | ---------------------------- | ---------------------------- |
| 1a    | 27 d'agost    | Montjuïc - Montjuïc     | 89,0  | Delio Rodríguez Barros (ESP) | Delio Rodríguez Barros (ESP) |
| 2a    | 27 d'agost    | Barcelona - Manresa     | 70,0  | Ignacio Orbaiceta (ESP)      | Ignacio Orbaiceta (ESP)      |
| 3a    | 28 d'agost    | Manresa - Sitges        | 118,0 | Delio Rodríguez Barros (ESP) | Ignacio Orbaiceta (ESP)      |
| 4a A  | 29 d'agost    | Sitges - Cambrils (CRI) | 75,0  | Miquel Casas (ESP)           | Miquel Casas (ESP)           |
| 4a B  | 29 d'agost    | Cambrils - Reus         | 80,0  | João Lourenço (POR)          | Miquel Casas (ESP)           |
| 5a    | 30 d'agost    | Reus - Lleida           | 111,0 | Dalmacio Langarica (ESP)     | Vicente Carretero (ESP)      |
| 6a    | 31 d'agost    | Lleida - Puigcerdà      | 123,0 | Cipriano Aguirrezabal (ESP)  | Vicente Carretero (ESP)      |
| 7a    | 1 de setembre | Puigcerdà - Banyoles    | 133,0 | Artur Dorsé (ESP)            | Dalmacio Langarica (ESP)     |
| 8a    | 2 de setembre | Banyoles - Granollers   | 144,0 | Julián Berrendero (ESP)      | Miquel Casas (ESP)           |
| 9a    | 3 de setembre | Granollers - Barcelona  | 117,0 | Fermín Trueba (ESP)          | Miquel Casas (ESP)           |

### Etapa 1 Barcelona - Barcelona. 39,0 km (CRE)
|   | Ciclista          | Equip                | Temps      |
| - | ----------------- | -------------------- | ---------- |
| 1 | Delio Rodríguez   | CF Valencia          | 1h 04' 02" |
| 2 | Ignacio Orbaiceta | Galindo              | m. t.      |
| 3 | João Lourenço     | Sporting de Portugal | m. t.      |

|   | Ciclista          | Equip                | Temps      |
| - | ----------------- | -------------------- | ---------- |
| 1 | Delio Rodríguez   | CF Valencia          | 1h 04' 02" |
| 2 | Ignacio Orbaiceta | Galindo              | m. t.      |
| 3 | João Lourenço     | Sporting de Portugal | m. t.      |

### Etapa 2. Barcelona - Manresa. 70,0 km
|   | Ciclista          | Equip         | Temps      |
| - | ----------------- | ------------- | ---------- |
| 1 | Ignacio Orbaiceta | Galindo       | 2h 03' 48" |
| 2 | Julián Berrendero | Gallastegui   | m. t.      |
| 3 | Martín Mancisidor | S.C. Bilbaína | m. t.      |

|   | Ciclista          | Equip         | Temps      |
| - | ----------------- | ------------- | ---------- |
| 1 | Ignacio Orbaiceta | Galindo       | 3h 07' 50" |
| 2 | Julián Berrendero | Gallastegui   | m. t.      |
| 3 | Martín Mancisidor | S.C. Bilbaína | m. t.      |

### Etapa 3. Manresa - Sitges. 118,0 km
|   | Ciclista          | Equip       | Temps      |
| - | ----------------- | ----------- | ---------- |
| 1 | Delio Rodríguez   | CF Valencia | 4h 17' 28" |
| 2 | Ignacio Orbaiceta | Galindo     | m. t.      |
| 3 | Fermín Trueba     | Galindo     | m. t.      |

|   | Ciclista          | Equip       | Temps      |
| - | ----------------- | ----------- | ---------- |
| 1 | Ignacio Orbaiceta | Galindo     | 7h 25' 18" |
| 2 | Delio Rodríguez   | CF Valencia | m. t.      |
| 3 | Julián Berrendero | Gallastegui | m. t.      |

### Etapa 4. (4A Sitges-Cambrils 75 km) i (4B Cambrils-Reus 80 km)
|   | Ciclista      | Equip             | Temps      |
| - | ------------- | ----------------- | ---------- |
| 1 | Miquel Casas  | C.C. Provençalenc | 2h 04' 07" |
| 2 | Joaquim Olmos | RCD Espanyol      | + 24"      |
| 3 | Joan Gimeno   | C.C. Provençalenc | + 01' 02"  |

|   | Ciclista          | Equip                | Temps      |
| - | ----------------- | -------------------- | ---------- |
| 1 | João Lourenço     | Sporting de Portugal | 4h 05' 12" |
| 2 | Vicente Carretero | Futbol de sobremesa  | m. t.      |
| 3 | Fermín Trueba     | Galindo              | m. t.      |

|   | Ciclista      | Equip             | Temps      |
| - | ------------- | ----------------- | ---------- |
| 1 | Miquel Casas  | C.C. Provençalenc | 6h 09' 19" |
| 2 | Joaquim Olmos | RCD Espanyol      | + 24"      |
| 3 | Joan Gimeno   | C.C. Provençalenc | + 01' 02"  |

|   | Ciclista      | Equip             | Temps       |
| - | ------------- | ----------------- | ----------- |
| 1 | Miquel Casas  | C.C. Provençalenc | 13h 34' 57" |
| 2 | Joaquim Olmos | RCD Espanyol      | + 04"       |
| 3 | Joan Gimeno   | C.C. Provençalenc | + 42"       |

### Etapa 5. Reus - Lleida. 111,0 km
|   | Ciclista           | Equip               | Temps      |
| - | ------------------ | ------------------- | ---------- |
| 1 | Dalmacio Langarica | S.C. Bilbaína       | 3h 28' 52" |
| 2 | Vicente Carretero  | Futbol de sobremesa | m. t.      |
| 3 | Delio Rodríguez    | CF Valencia         | + 07' 42"  |

|   | Ciclista           | Equip               | Temps       |
| - | ------------------ | ------------------- | ----------- |
| 1 | Vicente Carretero  | Futbol de sobremesa | 18h 20' 26" |
| 2 | Dalmacio Langarica | S.C. Bilbaína       | + 23"       |
| 3 | Miquel Casas       | C.C. Provençalenc   | + 01' 45"   |

### Etapa 6. Lleida - Puigcerdà. 186,0 km
|   | Ciclista              | Equip                | Temps      |
| - | --------------------- | -------------------- | ---------- |
| 1 | Cipriano Aguirrezabal | S.C. Bilbaína        | 4h 33' 29" |
| 2 | Julián Berrendero     | Gallastegui          | m. t.      |
| 3 | Julio Mourao          | Sporting de Portugal | m. t.      |

|   | Ciclista           | Equip               | Temps       |
| - | ------------------ | ------------------- | ----------- |
| 1 | Vicente Carretero  | Futbol de sobremesa | 23h 19' 35" |
| 2 | Dalmacio Langarica | S.C. Bilbaína       | + 01' 00"   |
| 3 | Miquel Casas       | C.C. Provençalenc   | + 05' 04"   |

### Etapa 7. Puigcerdà - Banyoles. 133,0 km
|   | Ciclista           | Equip         | Temps      |
| - | ------------------ | ------------- | ---------- |
| 1 | Artur Dorsé        | RCD Espanyol  | 4h 06' 24" |
| 2 | Julián Berrendero  | Gallastegui   | m. t.      |
| 3 | Dalmacio Langarica | S.C. Bilbaína | m. t.      |

|   | Ciclista           | Equip             | Temps       |
| - | ------------------ | ----------------- | ----------- |
| 1 | Dalmacio Langarica | S.C. Bilbaína     | 27h 26' 59" |
| 2 | Miquel Casas       | C.C. Provençalenc | + 04' 04"   |
| 3 | Vicente Miró       | AC Montjuïc       | + 06' 30"   |

### Etapa 8. Banyoles - Granollers. 144,0 km
|   | Ciclista          | Equip             | Temps      |
| - | ----------------- | ----------------- | ---------- |
| 1 | Julián Berrendero | Gallastegui       | 4h 42' 07" |
| 2 | Fermín Trueba     | Galindo           | + 24"      |
| 3 | Miquel Casas      | C.C. Provençalenc | + 26"      |

|   | Ciclista           | Equip             | Temps       |
| - | ------------------ | ----------------- | ----------- |
| 1 | Miquel Casas       | C.C. Provençalenc | 32h 13' 36" |
| 2 | Dalmacio Langarica | S.C. Bilbaína     | + 02' 11"   |
| 3 | Manel Costa        | RCD Espanyol      | + 04' 01"   |

### Etapa 9. Granollers - Barcelona. 117,0 km
|   | Ciclista      | Equip             | Temps      |
| - | ------------- | ----------------- | ---------- |
| 1 | Fermín Trueba | Galindo           | 3h 40' 03" |
| 2 | Miquel Casas  | C.C. Provençalenc | + 10"      |
| 3 | Joan Gimeno   | C.C. Provençalenc | + 19"      |

|   | Ciclista           | Equip             | Temps       |
| - | ------------------ | ----------------- | ----------- |
| 1 | Miquel Casas       | C.C. Provençalenc | 35h 53' 39" |
| 2 | Dalmacio Langarica | S.C. Bilbaína     | + 02' 37"   |
| 3 | Manel Costa        | RCD Espanyol      | + 06' 17"   |

## Classificació final
| Pos. | Ciclista                 | Club                          | Temps       |
| ---- | ------------------------ | ----------------------------- | ----------- |
| 1    | Miquel Casas (ESP)       | C.C. Provençalenc             | 36h 53' 39" |
| 2    | Dalmacio Langarica (ESP) | Pedal Notario - S.C. Bilbaína | + 2' 37"    |
| 3    | Vicente Miró (ESP)       | AC Montjuïc                   | + 6' 17"    |
| 4    | Manuel Costa (ESP)       | RCD Espanyol                  | + 8' 42"    |
| 5    | Vicente Carretero (ESP)  | Futbol sobremesa              | + 9' 48"    |
| 6    | João Lourenço (POR)      | Sporting de Portugal          | + 10' 41"   |
| 7    | José Vidal Juliá (ESP)   | AC Montjuïc                   | + 10' 58"   |
| 8    | Manuel Izquierdo (ESP)   | AC Montjuïc                   | + 12' 39"   |
| 9    | Julián Berrendero (ESP)  | Gallastegui                   | + 12' 59"   |
| 10   | Juan Gimeno (ESP)        | C.C. Provençalenc             | + 12' 59"   |

## Classificacions secundàries
| Pos. | Ciclista          | Equip             | Punts |
| ---- | ----------------- | ----------------- | ----- |
| 1    | Fermín Trueba     | Galindo           | 16    |
| 2    | Julián Berrendero | Gallastegui       | 10    |
| 3    | Joan Gimeno       | C.C. Provençalenc | 4     |
| 3    | Julián Berrendero | Gallastegui       | 4     |
| 3    | Martín Mancisidor | S.C. Bilbaína     | 4     |

| Pos. | Equip             | Temps        |
| ---- | ----------------- | ------------ |
| 1    | C.C. Provençalenc | 111h 07' 51" |
| 2    | AC Montjuïc       | + 2' 58"     |
| 3    | RCD Espanyol      | + 20' 53"    |